# 3982, chemin Saint-Joseph
3982, chemin Saint-Joseph, aussi appelé M-8 est un établissement patrimonial construit vers 1875 au Saguenay.

## Voir plus